# 小果唐松草
小果唐松草（学名：Thalictrum microgynum）为毛茛科唐松草属下的一个种。

## 扩展阅读
- 維基物種上的相關：小果唐松草